# چلره
چلره (به ایتالیایی: Cellere) یک کومونه در ایتالیا است که در استان ویتربو واقع شده‌است.

## خصوصیات
چلره ۳۷٫۲ کیلومترمربع مساحت و ۱٬۱۸۹ نفر جمعیت دارد و ۳۴۴ متر بالاتر از سطح دریا واقع شده‌است.